# Baryphas scintillans
Baryphas scintillans là một loài nhện trong họ Salticidae.
Loài này thuộc chi Baryphas. Baryphas scintillans được Lucien Berland & Millot miêu tả năm 1941.